# Палкинский Торфяник
Па́лкинский Торфя́ник — посёлок в составе муниципального образования «город Екатеринбург» в Свердловской области России, подчинён Верх-Исетскому району города Екатеринбурга. Площадь поселка составляет 0,624 кв.км.

## Географическое положение
Посёлок Палкинский Торфяник расположен в горно-лесистой местности на восточном склоне Срединного Уральского хребта Среднего Урала к юго-западу от Верх-Исетского водохранилища и к югу от реки Исеть. Посёлок находится в нескольких километрах к западу от столицы области города Екатеринбурга, на расстояние до центра Екатеринбурга (напрямую) — 14 километров. Расстояние до ближайшей железнодорожной станции Перегон Свердловской железной дороги (направления Москва – Казань – Екатеринбург) — 1,5 километра, до центра бывшего Северского поселкового совета крупного посёлка Северка — 6 километров на запад. Ближайшие населённые пункты — посёлки Перегон, Палкино и Гора Хрустальная. Посёлок находится на западном склоне горы Светлая, где с севера и юга к посёлку примыкают садоводческие хозяйства. В окрестностях посёлка Палкинский Торфяник есть несколько известных туристических мест: к западу от посёлка находятся скалы Палкинские каменные палатки, к северо-востоку, на полуострове Гамаюн Верх-Исетского водохранилища располагаются скалы Каменный остров, также неподалёку от посёлка, к юго-западу есть археологический и геоморфологический памятник природы скала Северская Писаница. В окрестностях посёлка, в 1,5 километрах к югу проходит федеральная автотрасса Пермь – Екатеринбург.

## История
До включения в состав муниципального образования «город Екатеринбург» посёлок Палкинский Торфяник входил в состав Северского поселкового совета города Первоуральска. 15 мая 1991 года был включён в состав города Свердловска решением Свердловского горсовета № 183.

### Георгиевская церковь
В 1850 году была построена деревянная часовня, которая в 1917 году была перестроена в деревянную, однопрестольную церковь. Церковь была освящена во имя великомученика Георгия Победоносца в 1917 году. Была закрыта в 1930-е годы, а в советское время снесена.

## Население
По переписи 2010 года, в посёлке проживало 100 человек, в том числе 45 мужчин и 55 женщин. 
Преобладающая национальность (на 2002 год) — русские (78 %).
| 2002 | 2009 | 2010 | 2021 |
| ---- | ---- | ---- | ---- |
| 65   | ↗110 | ↘100 | ↗385 |